# 髙本陽一
髙本 陽一（たかもと よういち、1956年2月24日 - ）は、日本の実業家。日本で唯一の民生用ロボット製造会社テムザックの経営者。同社の代表取締役社長。

## 略歴・人物
- 福岡県北九州市出身。
- 神奈川大学法学部卒業後、大手水産会社のコンベアラインの製造等ライン製造。
- 1993年　テムス社新社屋移転に際して玄関ホールの受付用ロボットとしてテムザックI号機を開発。
- 2004年1月1日　T-52 援竜　北九州市消防局、独立行政法人消防研究所、京都大学と共同開発。同年1月11日に北九州市消防出初式で初公開。
- 2006年10月  受付ロボット フレア(Furea)、ニコット(Nikkot)、ナビィ(Navy)を福島県会津若松市の会津中央病院に導入
- 2007年　火災検知用巡回警備ロボットT2-4。九州大学、金沢工業大学、金沢星稜大学、北九州市立大学、新コスモス電機、北九州市消防局の共同開発。
- 2007年　レスキューロボットT-53 援竜。ロボット初の車両ナンバーを取得（小型特殊自動車）。8月3日には中越沖地震被災地の新潟県柏崎市で実働、倒壊した家屋の瓦礫撤去を行った。

## エピソード
- 日本で唯一の民生用ロボットメーカーを経営する目標は、「人に役立つロボット」「新しい文明を創る」等である[2]。
- 自身のルーツの一つ、下関出身の高杉晋作の句「面白きこともなき世を面白く」をモットーにしている。
- 母校神奈川大学は「プライドがないのが丁度よい」と話す[3]。